# كلير كيفر
كلير كيفر (بالإنجليزية: Claire Keefer)‏ هي منافسة ألعاب القوى أسترالية، ولدت في 5 مايو 1995.

## روابط خارجية
- كلير كيفر على موقع النتائج التاريخية لألعاب القوى الأسترالية (الإنجليزية)
- كلير كيفر على موقع Paralympic.org (الإنجليزية)
- كلير كيفر على موقع IPC.InfostradaSports.com (مؤرشف) (الإنجليزية)
- كلير كيفر على موقع اللجنة البارالمبية الأسترالية (الإنجليزية)